# Sve što želim to si ti
Sve što želim to si ti (eng. Dear John) je američka romantična ratna drama koju je režirao Lasse Hallström, dok glavne uloge tumače Channing Tatum i Amanda Seyfried. Film je snimljen po istoimenom romanu Nicholasa Sparksa. Film je premijerno prikazan u kinima u SAD-u 5. veljače 2010. Film prikazuje život vojnika Johna koji se zaljubljuje u djevojku Savannu te dok je on na službi razmjenjuju pisma.
Iako je film dobio većinom negativne kritike, ostvario je uspjeh na kino blagajnama izguravši Avatara koji je držao prvu poziciju punih sedam tjedana. Film je sveukupno zaradio više od 110 milijuna dolara. 25. svibnja 2010. film je objavljen na DVD-u i Blu Ray-u.

## Radnja
John Tyree (Channing Tatum), vojnik u Vojsci specijalnih snaga, leži na zemlji s višestrukim ranama na tijelu. Novčići počinju padati oko njega, začuje svoj glas dok je bio u posjetu američkoj kovnici još dok je bio dijete. Uspoređuje se s novčićem i govori kako je posljednja stvar na koju je pomislio jesi "ti".
2001. godine John je odsustvu kada upozna Savannu Lynn Curtis (Amanda Seyfried), studenticu na proljetnom raspustu. Nakon dva tjedna druženja, Savannah i John se zaljube. John upozna Savanninu obitelj, njezinog susjeda Tima Wheddona (Henry Thomas) i Timovog sina Alana (Luke Benward) koji ima autizam. 
Savannah upozna Johnovog oca (Richard Jenkins), povučenog čovjeka kojeg jedino zanimaju novčići. John kaže Savanni kako je opsesija njegovog oca novčićima utjecala na njihov odnos i kako nisu toliko bliski. Savannah mu kaže kako on možda ima autizam kao i Alan. To uzruja Johna koji se potuče sa Savanninim susjedom Randyjem (Scott Porter) te u borbi slučajno udari Tima. John mu se ispriča i ostavi Savanni poruku te provedu posljednji dan zajedno. Nakon što ode, John i Savanna započinju vezu na daljinu preko pisama. Iako je John planirao napustiti vojsku, nakon napada 11. rujna odluči još ostati. 
Sljedeće dvije godine John i Savannah i dalje pišu jedno drugome. Naposljetku, Savannah mu pošalje pismo u kojem mu kaže da se zaručila za nekoga drugoga. John, duboko utučen zbog toga, zapali njezina pisma.
Poslije toga, John biva upucan nekoliko puta od svojeg neprijatelja, ali i dalje ostaje u vojsci. U sljedeće četiri godine, John sudjeluje u mnogim misijama. Dok je čekao da primi naloge za sljedeće vojne jedinice, John je obavješten kako je njegov otac dobio udar. Kada stigne u bolnicu, liječnik mu kaže kako mu je otac u teškom stanju. John je, osjećajući krivnju jer nije bio uz njega, upita liječnika bi li bilo drugačije da je on bio s njim. Liječnik ne misli tako, i John napiše pismo ocu koje mu pročita u bolnici. Tu saznajemo kako je govor s početka filma zapravo u ovome pismu, u kojemu je rekao svome ocu kako je prva stvar na koju je pomislio kad je bio upucan jesu novčići, a posljednja stvar je njegov otac, naposljetku najvažnija stvar u njegovom životu. Na kraju mu otac umire.
Zatim John posjeti Savannu te sazna da je udana za Tima i da Tim ima rak. Savannah mu kaže kako je Tim zatvoren u bolnici i da mu je potreban lijek kojeg si ne može priuštiti. John posjeti Tima u bolnici, gdje mu se Tim ispriča zbog situacije, ali da je sretan što će njegov sin imati nekoga tko će se brinuti o njemu. Kaže mu i kako ga Savannah još uvijek voli. John i Savannah kasnije zajedno večeraju, i on se oprosti s njom.
John proda kolekciju novčića svoga oca, ali zadrži prvi novčić kojega su skupa skupili. Anonimno donira novac za Timov lijek. Sljedeća scena prikazuje Johna koji se vratio u vojsci i sa sobom drži onaj novčić. John dobije neočekivano pismo od Savanne u kojem mu je napisala kako im je netko anonimno donirao novac za Timov lijek, što mu je dalo priliku da se vrati doma i oprosti sa svojim prijateljima i obitelji. Napisala je kako će se uvijek pitati gdje je John i kako je, ali prihvaća da je izgubila pravo znati to. 
Posljednja scena prikazuje Johna kako se vozi biciklom i stane da i stavi bicikl na parkirno mjesto te ugleda Savannu kroz prozor kafića. Savannah iziđe te se zagrle.

## Uloge
- Channing Tatum kao John Tyree
- Amanda Seyfried kao Savannah Lynn Curtis
- Scott Porter kao Randy Welch
- Richard Jenkins kao Mr. Tyree
- Henry Thomas kao Tim Wheddon
- D.J. Cotrona kao Noodles
- Cullen Moss kao Rooster
- Gavin McCulley kao Starks
- Bryce Hayes kao Harris

## Soundtrack
1. Joshua Radin & Schuyler Fisk – "Paperweight"
2. The Swell Season – "The Moon"
3. 311 – "Amber"
4. The Donkeys – "Excelsior Lady"
5. Wailing Souls – "Things & Time"
6. Amanda Seyfried & Marshall Altman – "Little House"
7. Fink – "This Is the Thing"
8. Rosi Golan – "Think of Me"
9. Rachel Yamagata & Dan Wilson – "You Take My Troubles Away"
10. Deborah Lurie – Dear John Theme
11. Snow Patrol feat. Martha Wainwright – "Set the Fire to the Third Bar" (bonus pjesma)